# La Loi de Barbara
 (février 2014).
Si vous disposez d'ouvrages ou d'articles de référence ou si vous connaissez des sites web de qualité traitant du thème abordé ici, merci de compléter l'article en donnant les références utiles à sa vérifiabilité et en les liant à la section « Notes et références ».
La Loi d'Alexandre
La Loi de Barbara est une série de trois téléfilms français de 100 minutes créée par Céline et Martin Guyot, diffusée les 8 mars, 6 septembre 2014 et 31 mars 2015 sur France 3.
L'actrice Josiane Balasko y incarne une avocate pénaliste, Barbara Malo.
Josiane Balasko annonce qu'elle ne reprendra pas son rôle pour d'autres épisodes. Elle laisse la place à La Loi d'Alexandre avec Gérard Jugnot.

## Épisode 1: Le Coupable idéal

### Synopsis
Olivier Landry, boucher de profession, est accusé du meurtre d'Alex, un ancien sportif qui a une liaison avec sa femme, Sandra. Il clame son innocence. Son avocat étant parti, c'est Barbara Malo qui reprend le dossier.

### Fiche technique
- Réalisation : Didier Le Pêcheur
- Scénario : Céline et Martin Guyot
- Société de production : FIT productions
- Montage : Christine Lucas Navarro
- Pays :  France  Belgique
- Durée : 1 h 40 minutes
- Tournage : du 14 octobre au 8 novembre 2013 à Angoulême en Charente (tribunal)
- Diffusion : 8 mars 2014 sur France 3
- Audience : 3 300 000 (14,3%)[2]

### Distribution
- Josiane Balasko : Maître Barbara Malo
- Joseph Malerba : Olivier Landry
- Vanessa Guide : Sandra Landry
- Olivier Claverie : Maître Bertrand Deslandes
- Jean-Marie Winling : Maître Solal
- Antoine Hamel : Remy Lenoir
- Cécile Rebboah : Camille
- Stéphane Blancafort : Alessandro Prodi
- Nathalie Blanc : Florence Prodi
- Sophie Fougère : Karine Lafarge
- Tiphaine Haas : Amandine Ryan

## Épisode 2: Parole contre parole

### Synopsis
Pierre Consigny, patron d'un groupe de presse, a décidé de se porter candidat aux législatives. Mais une de ses jeunes et jolies assistantes l'accuse de l'avoir violée. La cause semble perdue car Consigny se défend mal et riposte trop agressivement. Maître Barbara Malo, avocate un brin cynique et plutôt bourrue, va plaider cette cause qui semble perdue car les charges s'accumulent contre son client.

### Fiche technique
- Réalisation : Didier Le Pêcheur
- Scénario : Céline et Martin Guyot
- Société de production : FIT productions
- Montage : Christine Lucas Navarro
- Pays :  France  Belgique
- Durée : 1 h 40 minutes
- Tournage : du 3 au 29 avril 2014 à Saintes (tribunal), Île de Ré et Cognac[3]
- Diffusion : 6 septembre 2014 sur France 3
- Audience : 2 710 000 (13,1%)[4]

### Distribution
- Josiane Balasko : Maître Barbara Malo
- Dominique Guillo : Pierre Consigny
- Carole Brana : Carole Valloux
- Nicolas Gob : Philippe Sambin
- Olivier Claverie : Maître Bertrand Deslandes
- Cécile Rebboah : Camille
- Scali Delpeyrat : Avocat Général
- Antoine Monier : Benjamin Vial
- Ophélia Kolb : Sarah Mayet

## Épisode 3: Illégitime défense

### Synopsis
Nadège Langevin s'accuse du meurtre de son amant mais sa version des faits comporte beaucoup trop d'incohérences.

### Fiche technique
- Réalisation : Didier Le Pêcheur
- Scénario : Céline et Martin Guyot
- Société de production : FIT productions
- Tournage : du 5 au 27 juin 2014 en Charente-Maritime, à Saintes (tribunal de grande instance), aux Gonds mais également en Charente, à Cognac[5].
- Diffusion : 31 mars 2015 sur France 3

### Distribution
- Josiane Balasko : Maître Barbara Malo
- François Marthouret : l'Avocat général, Didier Fischmann
- Natacha Lindinger : Nadège Langevin
- Éric Naggar : Édouard Langevin
- Olivier Claverie : Maître Bertrand Deslandes
- Cécile Rebboah : Camille
- Ophélie Bazillou : Delphine Buc
- Scali Delpeyrat : Le président du tribunal

## Lieux de tournages
- Palais de justice de Saintes[6]
- Tribunal d'Angoulême
- Cognac : maisons particulières, le musée